# Il prezzo del successo (film 1959)
Il prezzo del successo (Career) è un film del 1959 diretto da Joseph Anthony.
È tratto dall'omonima opera teatrale del 1957 di James Lee, anche autore della sceneggiatura, a sua volta ispirata al romanzo Career (1936) di Phil Stong, che era stato adattato per il cinema nel 1939 da Bert Granet e Dalton Trumbo.

## Riconoscimenti
- 1960 - Premio Oscar
  - Candidatura per la migliore fotografia in bianco e nero a Joseph LaShelle
  - Candidatura per la migliore scenografia in bianco e nero a Hal Pereira, Walter H. Tyler, Sam Comer e Arthur Krams
  - Candidatura per i migliori costumi in bianco e nero a Edith Head
- 1960 - Golden Globe
  - Miglior attore in un film drammatico ad Anthony Franciosa